# Daniel C. Tsui
Daniel C. Tsui, född den 28 februari 1939 i Baofeng i Henan, är en kinesisk-amerikansk nobelpristagare i fysik år 1998. Han tilldelades priset för sin "upptäckt av en ny form av kvantvätska med fraktionellt laddade exitationer". Han delade priset med amerikanen Robert B. Laughlin och tysken Horst L. Störmer.
Tsui fick doktorsgrad i fysik 1967 vid University of Chicago, USA. Han är professor vid Princeton University sedan 1982.
Han belönades med Nobelpriset för att upptäckten att elektroner i samverkan i starka magnetfält bildar en ny form av "partiklar" med laddningar som är bråkdelar av elektronens laddning. Störmer och Tsui gjorde upptäckten 1982 i ett experiment, där de utnyttjade extremt starka magnetfält och låga temperaturer. Inom ett år efter upptäckten lyckades Laughlin förklara deras resultat. Genom teoretisk analys visade han att elektronerna i ett starkt magnetfält kan kondensera och bilda en sorts kvantvätska, besläktad med de kvantvätskor som uppträder vid supraledning och i flytande helium.